# Loch Chon
Loch Chon ist ein Süßwassersee am Rand der schottischen Highlands. Loch Chon liegt etwa 20 km westlich von Callander zwischen Loch Lomond und Loch Katrine im Loch Lomond and the Trossachs National Park in der Council Area Stirling. 
Loch Chon ist etwa 2,7 km lang und maximal 500 m breit. Er liegt 91 m über dem Meeresspiegel und wird von zahlreichen kleineren Bächen gespeist. Loch Chon entwässert über den etwa 4,5 km lange Bach Chon Water in den nur etwa drei Kilometer südöstlich gelegenen Loch Ard. Im südlichen Teil des Sees befinden sich zwei Inseln. 
Der See, in dem Hechte, Barsche und Bachforellen gefangen werden können, ist ein beliebtes Revier für Angler. Das Gelände um den See zieht regelmäßig viele Wanderer und Mountainbiker an.

## Weblinks

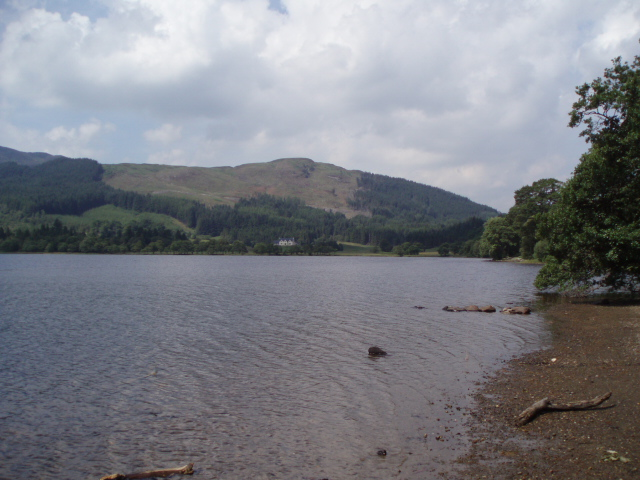
Nördlicher Teil des Sees in Richtung Frenich